# Salar de Etosha

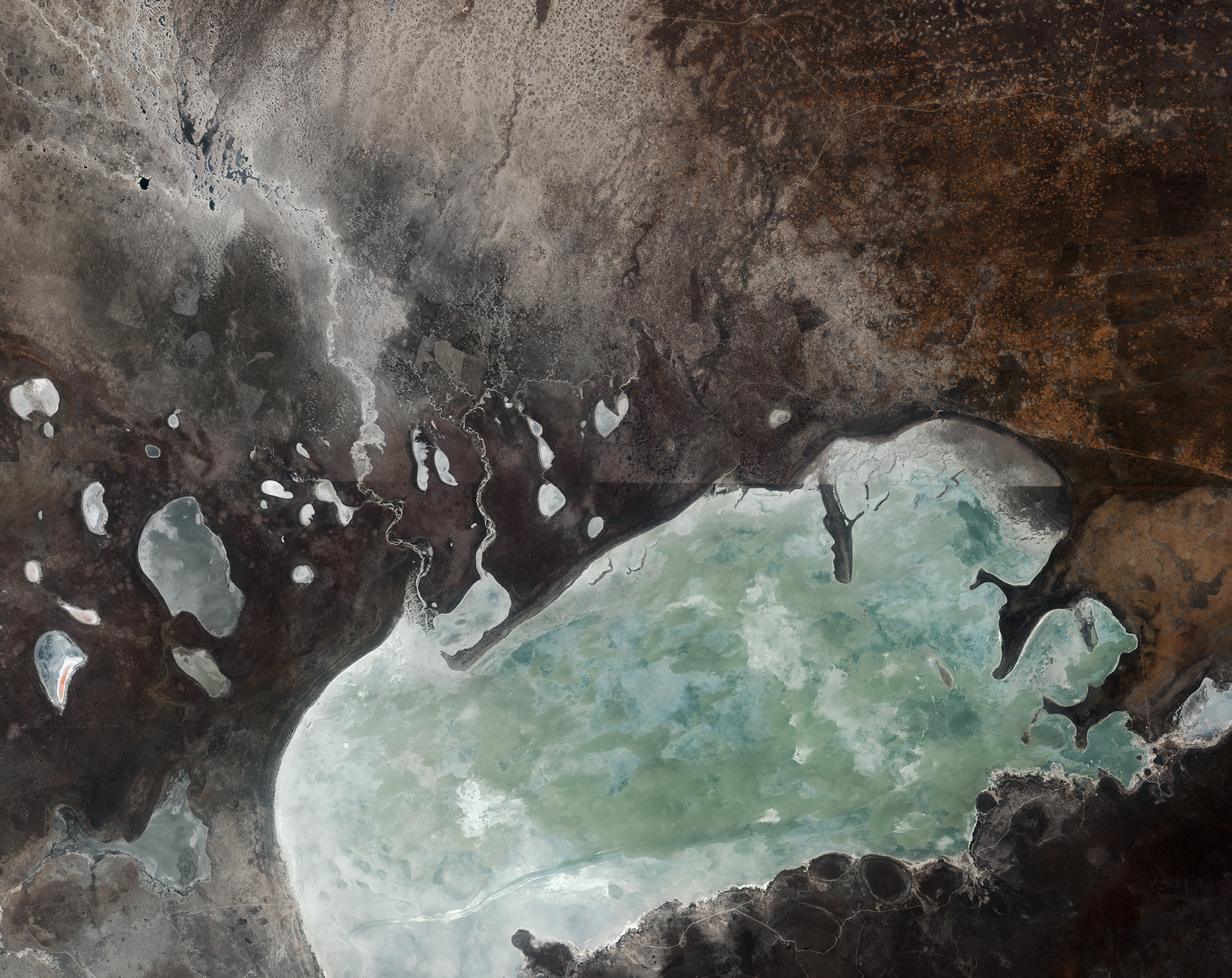
Registro do salar de Etosha pelo satélite Sentinel-2A, em 18 de setembro de 2015.

O salar de Etosha ou planície salina de Etoxa é uma grande salina endorreica, que faz parte da Bacia do Cuvelai-Etosha, no norte da Namíbia. É uma cavidade no solo na qual a água pode se acumular ou na qual um depósito de sal permanece após a evaporação da água. O leito seco do lago de 120 quilômetros de extensão e seus arredores são protegidos como Parque Nacional Etosha, o segundo maior parque de vida selvagem da Namíbia, cobrindo 22.270 km². O salar está quase sempre seco, mas pode adquirir uma fina camada de água depois de uma chuva forte. A água doce da chuva ficará fortemente salgada em função dos depósitos minerais na superfície.

## Localização e descrição
Etosha, que significa "grande lugar branco", existe graças a uma grande planície mineral. A área apresenta uma característica superfície branca e esverdeada, que se estende por 4.800 km². Acredita-se que o salar tenha se desenvolvido através da atividade das placas tectônicas ao longo de cerca de dez milhões de anos. Cerca de 16.000 anos atrás, quando as camadas de gelo estavam derretendo nas massas de terra do Hemisfério Norte, um período de clima úmido no sul da África encheu Etosha. Hoje, no entanto, o salar de Etosha é principalmente lama de argila seca dividida em formas hexagonais à medida que seca e racha, e raramente é vista com uma fina camada de água cobrindo-a.
Presume-se que o rio Cunene alimentava o lago naquela época, mas os movimentos das placas tectônicas ao longo do tempo causaram uma mudança na direção do rio, resultando no lago secando e deixando uma camada de sal. Agora, os rios Etaka, Cuvelai, Nipelo (Cubati) e Omurambo Ovambo são a única fonte sazonal de água para o salar. Normalmente, pouca água do rio ou sedimentos atingem o lago seco porque a água penetra no leito do rio ao longo de seu curso de 250 quilômetros, reduzindo a descarga ao longo do caminho.
O salar de Etosha está completamente dentro do Parque Nacional Etosha e é designado como uma zona húmida de Ramsar de importância internacional.